# Węgorzno (część lasu)
Węgorzno (niem. Aalhacken) – uroczysko (część lasu) położone w Polsce położona w województwie zachodniopomorskim, w powiecie łobeskim, w gminie Resko, 1,5 km na zachód od Iglic.